# Coma d'Escavat
La Coma d'Escavat és una coma del terme municipal de Tremp, del Pallars Jussà, dins de l'antic terme de Sapeira.
Està situada al sud-est del poble d'Espills, al capdamunt del barranc de Marefilló, a ponent del Bosc d'Eroles i del cim del Rocalamola. També és al sud-est de la Masia de Barravés.